# Cyathea straminea
Cyathea straminea là một loài thực vật có mạch trong họ Cyatheaceae. Loài này được (A. Gepp) Alderw. mô tả khoa học đầu tiên năm 1918.